# 보리아과
보리아과(Boryaceae)는 비짜루목에 속하는 과의 하나이다. 목본식물 또는 나무 형태의 속씨식물로 가뭄에 특히 강하며, 오스트레일리아가 원산지이다. 이 식물들의 나무 습성과 백합과와 다소 가까운 관계 때문에 이 나무들은 백합과 나무의 일종으로 불리기도 한다.
이 과는 일부 분류학자들에게만 인정되어 왔으며, 대부분의 분류 체계에서 안테리쿰과 또는 백합과 내에 2개의 속, 보리아속(Borya)과 알라니아속(Alania)을 넣고 있다. 2003년의 APG II 분류 체계(1998년의 APG 분류 체계에서 변하지 않음)는 이 과를 인정했으며, 하나의 군에 2개의 속을 보여주는 분자계통학적 증거에 기초하여, 외떡잎식물군 내의 비짜루목으로 분류하였다. 이 과는 오스트레일리아에 자생하는 2개 속의 십여 종을 포함하고 있다.